# Germain Cayette
Germain Cayette, né le 9 juin 1983, est un nageur français.

## Carrière
Aux Championnats d'Europe juniors de natation 2001 à La Valette, Germain Cayette remporte la médaille d'argent du 50 mètres nage libre ainsi que la médaille d'argent du relais 4x100 mètres nage libre.
Germain Cayette est médaillé de bronze du relais 4x100 mètres nage libre aux Championnats d'Europe de natation 2004 à Madrid. 